# Qualificazioni al campionato mondiale di calcio 2010 - CAF - Fase finale, gruppo C

## Classifica
| Squadra | P.ti | G | V | N | P | GF | GS | DR |
| ------- | ---- | - | - | - | - | -- | -- | -- |
| Algeria | 13   | 6 | 4 | 1 | 1 | 9  | 4  | +5 |
| Egitto  | 13   | 6 | 4 | 1 | 1 | 9  | 4  | +5 |
| Zambia  | 5    | 6 | 1 | 2 | 3 | 2  | 5  | -3 |
| Ruanda  | 2    | 6 | 0 | 2 | 4 | 1  | 8  | -7 |

- Algeria qualificata, a seguito della vittoria dello spareggio contro l'Egitto, al mondiale e alla Coppa delle nazioni africane 2010.
- Egitto e  Zambia qualificate alla Coppa delle nazioni africane 2010.

## Risultati

### Primo turno
| Kigali 28 marzo 2009, ore 15:30 | Ruanda       | 0 – 0 referto | Algeria | Stade Amahoro (22.000 spett.)\| Arbitro: \| Coffi Codjia \| |
| Arbitro:                        | Coffi Codjia |               |         |                                                             |

| Arbitro: | Koman Coulibaly |

|          |           |             |
| Zaki 26’ | Marcatori | 56’ Kasonde |

### Secondo turno
| Arbitro: | Cheikh Ahmed Tidane Seck |

|            |           |  |
| Kalaba 70’ | Marcatori |  |

| Arbitro: | Daniel Bennett |

|                                      |           |                |
| Matmour 60’ Ghezzal 64’ Djebbour 77’ | Marcatori | 86’ Aboutreika |

### Terzo turno
| Arbitro: | Divine Evehe |

|  |           |                         |
|  | Marcatori | 21’ Bougherra 66’ Saïfi |

| Arbitro: | Emmanuel Imiere |

|                                     |           |  |
| Aboutrika 64’, 90’ Hosny 74’ (rig.) | Marcatori |  |

### Quarto turno
| Arbitro: | Joseph Lamptey |

|  |           |            |
|  | Marcatori | 67’ Hassan |

| Arbitro: | Rajindraparsad Seechurn |

|           |           |  |
| Saifi 59’ | Marcatori |  |

### Quinto turno
| Arbitro: | Djaoupe |

|  |           |              |
|  | Marcatori | 69’ Abd Rabo |

| Arbitro: | Yakhouba Keita |

|                                            |           |            |
| Ghezzal 22’ Belhadj 45+2’ Ziani 95’ (rig.) | Marcatori | 19’ Mutesa |

### Sesto turno
| Kigali 14 novembre 2009, ore 15:30 | Ruanda       | 0 – 0 referto | Zambia | Stade Amahoro (18.000 spett.)\| Arbitro: \| Jamel Ambaya \| |
| Arbitro:                           | Jamel Ambaya |               |        |                                                             |

| Arbitro: | Jérôme Damon |

|                    |           |  |
| Zaki 3’ Motaeb 95’ | Marcatori |  |

### Spareggio per il primo posto
| Arbitro: | Eddy Maillet |

|           |           |  |
| Yahia 40’ | Marcatori |  |